# Uddevalla–Vänersborg–Herrljunga Järnväg
|  |

| Head station |

| Unknown BSicon "ABZgl" |

| Unknown BSicon "ABZg+l" |

| Station on track |

| Unknown BSicon "ABZgr" |

| Stop on track |

| Stop on track |

| Stop on track |

| Unknown BSicon "ABZg+r" |

| Station on track |

| Unknown BSicon "ABZgl" |

| Station on track |

| Stop on track |

| Stop on track |

| Stop on track |

| Stop on track |

| Stop on track |

| Stop on track |

| Unknown BSicon "ABZg+l" |

| Station on track |

| Unknown BSicon "ABZgr" |

| Unknown BSicon "ABZg+r" |

| Station on track |

| Unknown BSicon "ABZgl" |

| Stop on track |

| Stop on track |

| Unknown BSicon "ABZg+l" |

| Unknown BSicon "ABZg+l" |

| Station on track |

| One way rightward |

|  |

| Head station |

| Unknown BSicon "ABZgl" |

| Unknown BSicon "ABZg+l" |

| Station on track |

| Unknown BSicon "ABZgr" |

| Stop on track |

| Stop on track |

| Stop on track |

| Unknown BSicon "ABZg+r" |

| Station on track |

| Unknown BSicon "ABZgl" |

| Station on track |

| Stop on track |

| Stop on track |

| Stop on track |

| Stop on track |

| Stop on track |

| Stop on track |

| Unknown BSicon "ABZg+l" |

| Station on track |

| Unknown BSicon "ABZgr" |

| Unknown BSicon "ABZg+r" |

| Station on track |

| Unknown BSicon "ABZgl" |

| Stop on track |

| Stop on track |

| Unknown BSicon "ABZg+l" |

| Unknown BSicon "ABZg+l" |

| Station on track |

| One way rightward |

Uddevalla-Vänersborg-Herrljunga Järnväg (UWHJ) var en privat smalspårig med den i Sverige ovanliga spårvidden fyra engelska fot, eller 1 217 mm. Sedermera blev banan ombyggd till normalspår 1 435 mm. 

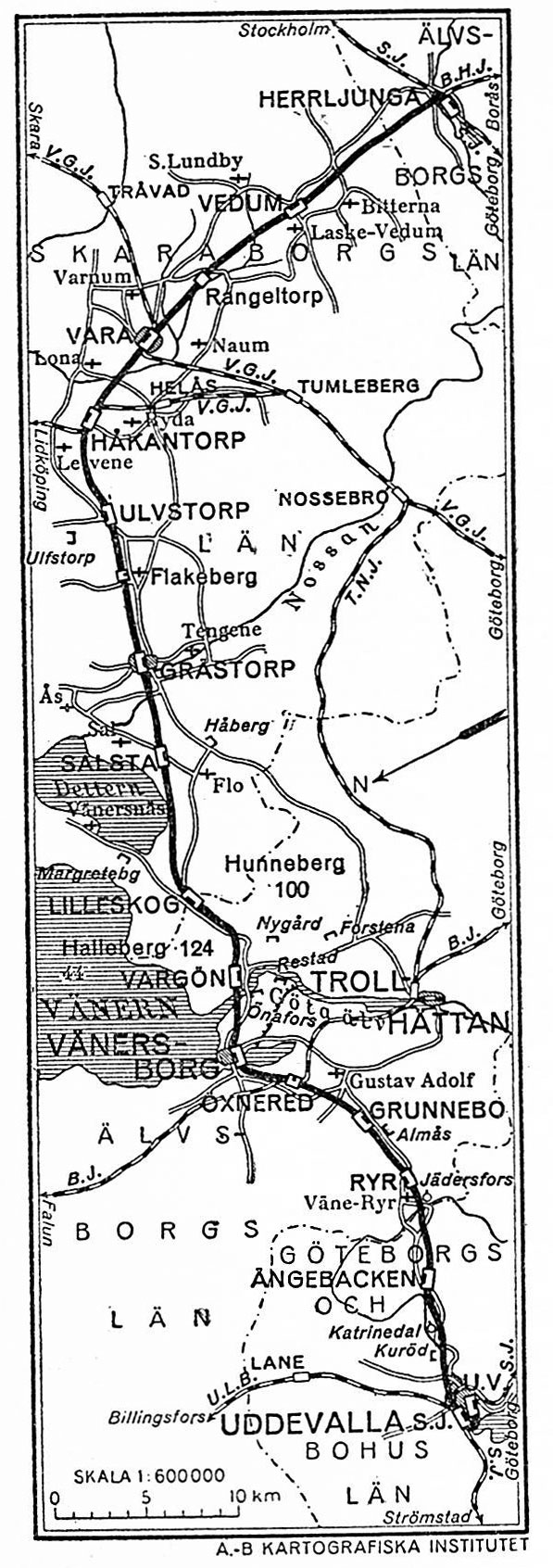
UWHJ. Karta 1926.

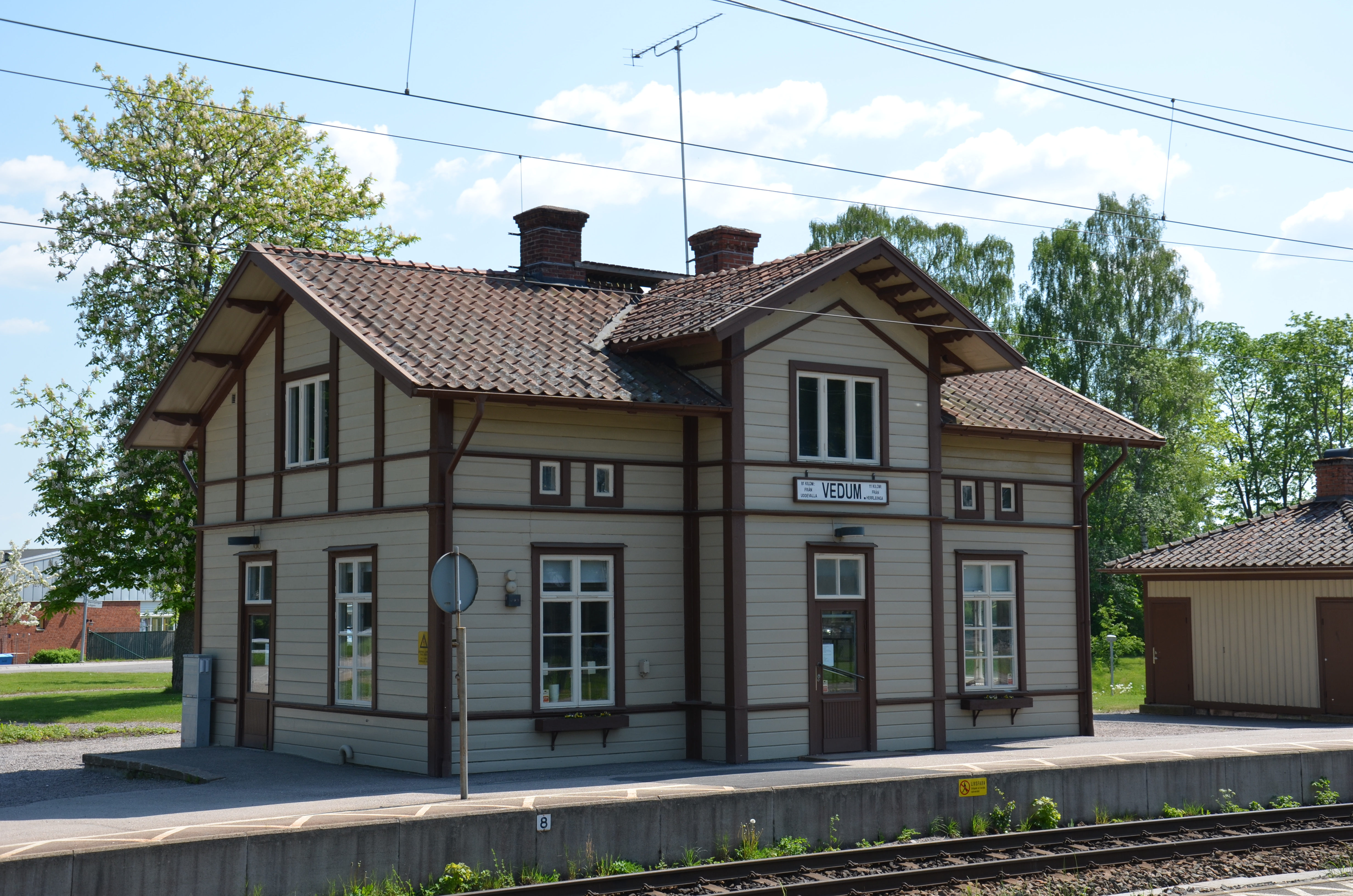
Vedums station, byggnadsminne

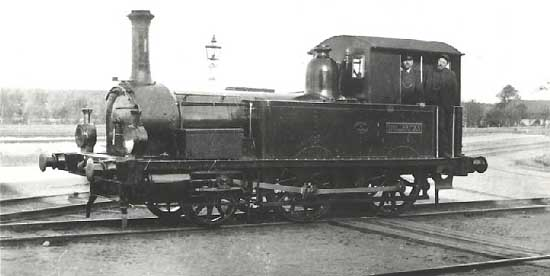
Lok nr 1, Trollhättan, tillverkat 1865 av NOHAB

Den 28 september 1863 bildades bolaget med landshövdingen i Älvsborgs län, greve Eric Sparre, som en av de drivande krafterna. Smalspåret valdes av ekonomiska skäl och efter greve Sparre kallades spårvidden skämtsamt för "snålsparrig". Delar av linjen öppnades för allmän trafik 17 oktober 1866, hela linjen öppnades för allmän trafik 17 maj 1867. Bolagets första lok, "Trollhättan", tillverkades vid Nohabs verkstäder i Trollhättan och köptes in för 31 700 riksdaler. Efter att loket använts i 32 år köptes det 1899 tillbaka av NOHAB för 3 500 kronor Omläggning från smalspårig till normalspårig järnvägstrafik skedde 1899-1900. 1939 uppkom frågan om att förstatliga linjen på grund av ett annalkande världskrig. Beslut om detta togs 8 februari 1940 och 1 juli samma år gick företaget i likvidation. Hela sträckan var elektrifierad 15 december 1949. 
Den tidigare UWHJ-banan ansluter till Bohusbanan i Uddevalla, till Bergslagsbanan i Öxnered, till Kinnekullebanan i Håkantorp och till Västra stambanan i Herrljunga. Bandelen (tillsammans med sträckan Herrljunga – Borås) kallas numer Älvsborgsbanan.

## Bolagets lok
Loken hade följande namn
1. Trollhättan
2. Uddevalla
3. Vänersborg
4. Grefve Sparre
5. Claes Adelsköld
6. Elfsborg
7. Skaraborg
8. Bohus

Även ett mindre lok som tillverkats av Atlas verkstäder (dagens Atlas Copco) inköptes 1880. Projektet med loket som kallades "Svalan" blev ett fiasko.